# The Brady Bunch

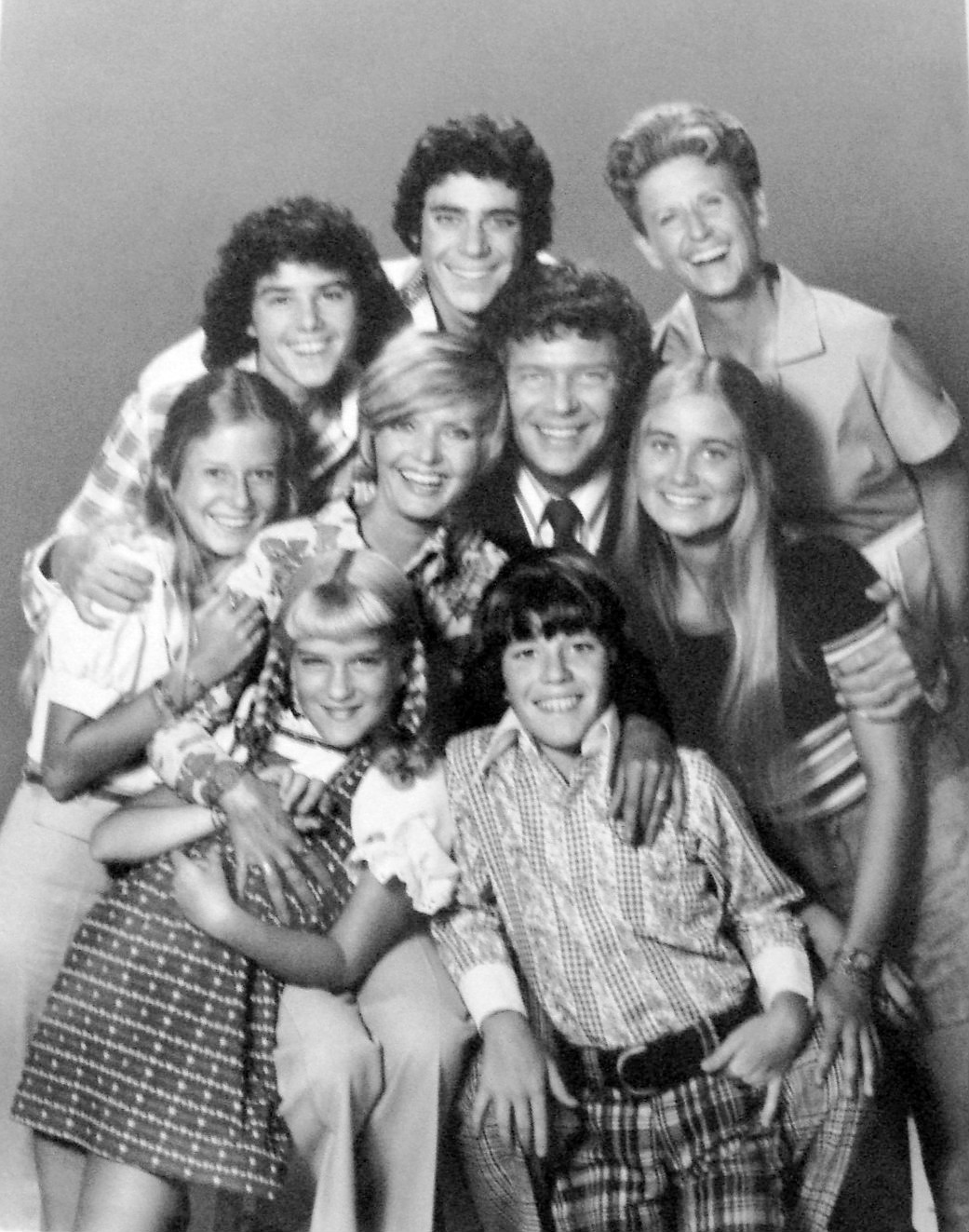
The Brady Bunch, 1973

The Brady Bunch (Brasil: A Família Sol-Lá-Si-Dó ) foi uma sitcom estadunidense criada por Sherwood Schwartz e exibida originalmente entre 26 de Setembro de 1969 e 8 de Março de 1974 pela ABC. A história girava em torno de uma grande família com seis filhos.
Considerada uma das últimas do velho estilo de sitcoms de família, a série esteve no ar por cinco temporadas até seu cancelamento em 1974. Enquanto a série nunca foi um sucesso de crítica durante sua transmissão original, se tornou um sucesso popular após passar a ser transmitido em Syndication a partir de Setembro de 1975, especialmente entre crianças e adolescentes. Este sucesso levou à realização de diversos filmes e séries spin-off: The Brady Bunch Hour (1976–77), The Brady Girls Get Married (1981), The Brady Brides (1981), e o filme feito para a TV em 1988 A Very Brady Christmas. O sucesso deste filme levou a outra série spin-off, The Bradys, exibida pela CBS em 1990.
Em 1995, a série foi adaptada na comédia satírica The Brady Bunch Movie, seguida por A Very Brady Sequel em 1996. Uma segunda sequencia, The Brady Bunch in the White House, foi ao ar pela Fox em Novembro de 2002 no formato de filme para TV.

## Desenvolvimento
Em 1966, após o sucesso de sua série Gilligan's Island, Sherwood Schwartz concebeu a ideia para The Brady Bunch após ler no The Los Angeles Times que "30% dos casamentos nos Estados Unidos tem filhos de casamentos anteriores." Ele começou a trabalhar no roteiro de um episódio piloto de uma série de TV chamada provisóriamente Mine and Yours (Meus e Seus). Schwartz, em seguida, desenvolveu o roteiro para incluir três crianças para cada um dos pais. Enquanto Mike Brady é descrito como sendo um viúvo, Schwartz originalmente queria que o personagem de Carol Brady fosse uma divorciada, mas a ABC se opôs a isso. Foi feito um compromisso em que passado conjugal de Carol seria deixado em aberto, não deixando claro se ela estava divorciada ou viúva.
Schwartz apresentou a série para as três grandes emissoras da época. ABC, CBS e NBC gostaram do roteiro, mas cada rede queria mudanças antes de se comprometerem com a filmagem e Schwartz arquivou o projeto. Embora haja semelhanças entre a série e dois filmes de 1968 Yours, Mine and Ours, da United Artists (estrelado por Henry Fonda e Lucille Ball) e With Six You Get Eggroll, da National General Pictures (estrelado por Brian Keith e Doris Day), o roteiro original de The Brady Bunch precede o script destes dois. No entanto, o enorme sucesso do filme da United Artists (a décima primeira bilheteria do ano) foi um fator decisivo para a ABC encomendar os episódios da série.
Depois de receber um compromisso para 13 semanas de programas em 1968, Schwartz contratou o diretor de cinema e televisão John Rich para dirigir o piloto, buscou os seis filhos em 264 entrevistas durante o verão, e contratou os atores para interpretar o papel da mãe (cujo nome de solteira era Tyler e o primeiro nome de casada era Martin), o do pai, e da governanta. Como os sets foram construídos nos estúdios 2 e 3 da Paramount Television, a equipe de produção preparou o quintal de uma casa em Sherman Oaks, Los Angeles, como locação da parte exterior da residência para filmar a cena do caótico casamento. As filmagens do piloto começaram em 4 de outubro de 1968, uma sexta-feira, e duraram oito dias.

## Premissa
Mike Brady (Robert Reed), um arquiteto viúvo com três filhos, Greg (Barry Williams), Peter (Christopher Knight), e Bobby (Mike Lookinland), casa-se com Carol Martin (Florence Henderson), uma mãe de três garotas: Marcia (Maureen McCormick), Jan (Eve Plumb) e Cindy (Susan Olsen). A esposa e as filhas adotam o sobrenome do pai, "Brady". Ainda integram a família a governanta Alice Nelson (Ann B. Davis) e o cão Tiger. Eles vivem em uma grande casa de suburbio com dois andares desenhada por Mike próximo a Los Angeles.
Na primeira temporada, ajustes desajeitados, acomodações e ressentimentos inerentes a famílias recompostas dominaram as histórias. Em um dos primeiros episódios, Carol diz a Bobby que as únicos "passos" em sua liderança da família seriam para o segundo andar, em um trocadilho entre os termos em inglês "Step" (passos) e "Stepchildren" (enteadas). Em outras palavras, ela afirmava que a família não contém "enteados" apenas "crianças". Depois disso, os episódios se concentraram em ajustes típicos da pré-adolescência e adolescência, como a rivalidade entre irmãos, o amor ao filhote de cachorro, a afirmação da autoimagem, a construção do caráter e responsabilidade.

## Elenco e personagens

### Principais
O elenco regular aparecia em uma sequência de abertura em que eram organizados em uma grade de três por três, com cada membro do elenco observando os outros. Em 2010 o TV Guide listou esta como a oitava colocada no top 10 das melhores sequencias de aberturas, em uma seleção dos leitores.
- Robert Reed como Mike Brady
- Florence Henderson como Carol Brady
- Ann B. Davis como Alice Nelson
- Barry Williams como Greg Brady
- Maureen McCormick como Marcia Brady
- Christopher Knight como Peter Brady
- Eve Plumb como Jan Brady
- Mike Lookinland como Bobby Brady
- Susan Olsen como Cindy Brady

### Personagens recorrentes
Sam Franklin (Allan Melvin) era o namorado de Alice. Era proprietário de um açougue e apareceu em apenas oito episódios, mas que abrangeram todas as cinco temporadas. Ele era mais comumente mencionado em diálogos, e Alice com frequência saia para namorar. Na ocasião do filme feito para a TV em 1981 The Brady Girls Get Married, Alice e Sam estavam casados.
Tiger, o cachorro – O cão original que representava Tiger foi atropelado por um caminhão de flores e morreu no início da primeira temporada. Um cão substituto mostrou-se problemático, por isso os produtores decidiram que ele só apareceria quando fosse essencial para a trama. Tiger apareceu em cerca de metade dos episódios na primeira temporada e cerca de meia dúzia da segunda. Aparentemente desapareceu sem explicação e não foi mostrado novamente depois "The Impractical Joker" (último episódio mostrado com Tiger) e "What Goes Up" (último episódio feito com Tiger).
Mr. Phillips (Jack Collins) era o chefe de Mike na empresa de arquitetura. Apareceu em apenas três episódios, todos na segunda temporada, mas era muitas vezes mencionado em outros episódios, quando havia questões em torno do trabalho de Mike.

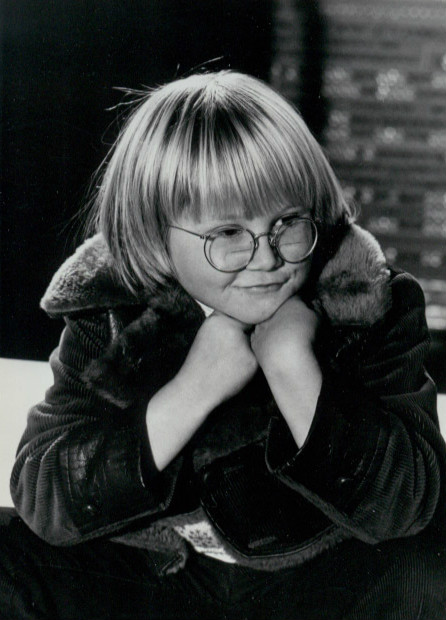
Robbie Rist como o primo Oliver

Primo Oliver (Robbie Rist) – Na metade da quinta temporada os produtores adicionaram um novo personagem chamado Oliver, o jovem sobrinho de Carol Brady que foi morar com a tia depois que os pais mudaram-se para a América do Sul. O personagem surgiu como uma tentativa de suprir a lacuna criada com o crescimento das crianças Brady - A mais jovem (Susan Olsen) tinha 12 anos no último ano da série. Lloyd Schwartz, filho do criador e produtor executivo Sherwood Schwartz, admitiu mais tarde que o personagem mexeu com o balanço do show e que os fans o consideraram como um "intruso". Oliver apareceu no final do sexto episódio da quinta temporada, que acabou sendo a última quando a ABC cancelou a série em 1974. O termo "Primo Oliver" tem sido usada para descrever a adição de personagens jovens em uma série em uma tentativa de salvá-la do cancelamento.

### Participações especiais notáveis
- Herbert Anderson (conhecido por interpretar o pai de Dennis na sitcom Dennis the Menace)  como um médico que trata o sarampo dos meninos em "Is There a Doctor in the House?" (temporada 1)
- Melissa Sue Anderson (que mais tarde ganhou fama interpretando Mary Ingalls em Little House on the Prairie), como Millicent, uma garota com quem Bobby tem seu primeiro beijo ("Never Too Young", temporada 5)
- Desi Arnaz Jr. (galã adolescente filho de Desi Arnaz e Lucille Ball) encontra Marcia, que havia escrito sobre ele em seu di[ario em "The Possible Dream" (temporada 1)
- Jim Backus (Thurston Howell III em Gilligan's Island) apareceu três vezes na series, duas vezes em dois dos três episódios no Grand Canyon, "Ghost Town U.S.A." e "Grand Canyon or Bust", dando vida a Zaccariah T. Brown que erroneamente pensa que os Brandy estão roubando seu ouro e os prende em uma prisão de uma cidade fantasma, e em "The Hustler" (temporada 5) como o segundo chefe de Mike, Mr. Harry Matthews
- Imogene Coca (conhecido por Your Show of Shows) como Jenny, tia-avó das meninas Brady em "Jan's Aunt Jenny" (temporada 3)
- Don Drysdale (pitcher dos Los Angeles Dodgers) tenta injetar realizade no sonho de Greg de ser um jogador profissional de baseball em "The Dropout" (temporada 2)
- Don Ho (cantor havaiano) conhece Cindy e Bobby em Honolulu e faz uma serenata para ela no episódio "Hawaii Bound" (parte um de uma sequencia de três episódios da quarta temporada filmados em uma locação no Havaí)
- Davy Jones (do grupo musical The Monkees) realiza uma performance em um estúdio e, em seguida, leva Marcia para a escola de dança em "Getting Davy Jones" (temporada 3) (ele também satirizou décadas mais tarde em The Brady Bunch Movie)
- Deacon Jones (do Los Angeles Rams) incentiva Peter a cantar em "The Drummer Boy" (temporada 2)
- E. G. Marshall como Mr. J.P. Randolph, diretor da escola de Marcia em "The Slumber Caper" (temporada dois) (Marshall e Robert Reed coestrelaram The Defenders entre 1961–65 – fazendo deste o reencontro de ambos)
- Bart La Rue, imortalizado em Star Trek como a icônica voz do  Guardião da Eternidade, interpretou um treinador esportivo em "Click" e "The Drummer Boy" (temporada 2).
- General Brigadeiro James McDivitt (astronauta da NASA) assina autógrafos para Peter e Bobby após aparecer em um talk show em "Out of This World" (temporada 5).
- Joe Namath (quarterback do New York Jets) visita Bobby ao pensar que o garoto tivesse uma doença terminal em "Mail Order Hero" (temporada 5)
- Wes Parker (jogador de basebol do Los Angeles Dodgers) encontra Mike e Greg em sua sala de aula e tenta curar o garoto de sua paixão pela professora Miss Linda O'Hara (Gigi Perreau), noiva de Parker em "The Undergraduate" (temporada 1)
- Vincent Price (ator de filmes de terror) apareceu em dois dos três episódios gravados no Havaí, "Pass the Tabu" e "The Tiki Caves", na temporada 4, como o vilão Professor Hubert Whitehead, que mantém os garotos Brady como reféns
- Marion Ross (depois conhecida pela Mrs. Cunningham de Happy Days) aparece como uma médica que trata o sarampo das garotas em "Is There a Doctor in the House?" (temporada 1)
- Natalie Schafer (Lovey Howell em Gilligan's Island) como Penelope Fletcher, uma espalhafatosa cliente de Mike que se encanta com o improviso de Cindy em "The Snooperstar" (temporada 5)
- Marcia Wallace como uma balconista em "Would the Real Jan Brady Please Stand Up" (temporada 2) e "Mrs. Robbins" em "Getting Davy Jones" (temporada 3)
- Paul Winchell (ventriloquista e ator; voz de "Tigger" em Winnie-the-Pooh) apareceu como Skip Farnum, um diretor de comerciais de TV em "And Now a Word From Our Sponsor" (temporada 3)